# Nombre en clave
Un nombre en clave o criptónimo (del griego ático κρυπτός [kryptós] ‘oculto’, ‘encubierto’ y del dórico y eólico ὄνυμα [ónyma] ‘nombre’) es una palabra o nombre que se utiliza para referirse a otro nombre o palabra en forma encubierta. A menudo los nombres en clave se usan en el ámbito militar o de espionaje. También pueden emplearse en la industria para proteger proyectos que se desea mantener en secreto para evitar 
alertar a los rivales de negocios.

## Proliferación de nombres en clave durante la Segunda Guerra Mundial
Durante la Segunda Guerra Mundial, los Aliados acordaron y adoptaron grandes cantidades de nombres en clave para referirse a naciones, ciudades, características geográficas, unidades militares, operaciones militares, reuniones diplomáticas, sitios y personas específicas, adaptando procedimientos de designación, de los gobiernos involucrados, anteriores a la guerra.
En el caso británico los nombres en clave eran administrados y controlados por el ISSB (The Inter-Services Security Board - Grupo de seguridad interservicios) que era alimentado por la War Office con una lista de palabras generada aleatoriamente por GC&CS (posteriormente GCHQ). Cuando Estados Unidos entró en la contienda, este procedimiento era coordinado con Estados Unidos. Se les proveían a los usuarios listas aleatorias de nombres en clave, ordenados en forma alfabética en grupos de diez palabras, de donde eran escogidas cuando era necesario.
Los nombres en clave podían volverse a usar luego de seis meses y las palabras no asignadas podían reasignarse a discreción según la necesidad. La selección a partir de las listas disponibles podía producir significados ocultos y dar lugar a aptrónimos o retroacrónimos, aunque la política era seleccionar palabras que no guardaran una conexión obviamente deducible con lo que supuestamente debían ocultar.
Aquellos nombres para designar conferencias muy importantes tenían una secuencia de nombre que hacían referencia a instrumentos u objetos que tenían un número ordinal como parte de su significado, por ejemplo, la tercera conferencia era «tridente». A Iosif Stalin, cuyo apellido era en realidad un apodo que significa «hombre de acero», se le dio el nombre en clave «glyptic», que significa «una imagen tallada en piedra».

## Nombres en clave alemanes
Ewen Montagu, un oficial de inteligencia naval británico, relata en Beyond Top Secret Ultra que durante la Segunda Guerra Mundial, los nazis solían utilizar nombres ad hoc como seudónimos que a menudo exponían de manera evidente o daban pistas sobre su contenido o función. 
Lista de nombres clave alemanes:
- Golfplatz (alemán: campo de golf) — Inglaterra - empleado por la Abwehr
- Samland — los Estados Unidos (de Uncle Sam, tío Sam) - empleado por la Abwehr
- Heimdall (un dios cuyo poder era «observar por cientos de kilómetros») — radar de largo alcance.
- Wotan (en español: Odín, dios con un solo ojo) — basándose en nada más que esto y su conocimiento del sistema radar, R.V. Jones, un científico británico que trabajaba para la Inteligencia Aérea en el Air Ministry británico y el SIS supuso que empleaba un único haz y a partir de ello determinó qué concepto de diseño debía utilizar. Sus análisis y deducciones eran correctas. Así se pudo diseñar rápidamente un sistema que lo neutralizaba, con lo cual se eliminó la amenaza de Wotan.
- Operación Seelöwe (león marino) — planes para invadir Gran Bretaña (el escudo real de Inglaterra posee tres leones guardianes).
- Operación Barbarossa (Frederick Barbarossa) — planes para avanzar hacia el este e invadir la Unión Soviética.